# (34024) Cormaclarkin
2000 OO24 (asteroide 34024) é um asteroide da cintura principal. Possui uma excentricidade de 0.19539690 e uma inclinação de 3.75898º.
Este asteroide foi descoberto no dia 23 de julho de 2000 por LINEAR em Socorro.